# Edith Piaf
Edith Piaf (pravo ime Édith Giovanna Gassion), francoska pevka šansonov, * 19. december 1915, Pariz, † 10. oktober 1963, Plascassier, Cannes, Francija.

## Življenje
Njen oče je bil Louis-Alphonse, mama pa Italijanka Annetta Giovanna Maillard. Vzgojila jo je babica, očetova mama, ki je vodila javno hišo v Normandiji, saj jo je mama zapustila. Zaradi vnetja roženice je mala Edith skoraj oslepela, vendar je čudežno ozdravela potem, ko so babičine prijateljice skupaj z njo romale na grob sv. Terezije v Lisieux . Zatem je nekaj časa živela z očetom, ki je rad popival, zapustila pa ga je pri šestnajstih, da bi postala ulična pevka v Parizu.
Leta 1935 jo je odkril lastnik nočnega lokala Louis Leplée, čigar klub je obiskoval tako višji kot nižji razred. Prepričal jo je naj zapoje in je dal vzdevek, ki bi ga imela za vse življenje »La Môme Piaf« – Mali Vrabček. Istega leta je Edith tudi izdala svojo prvo ploščo. Kmalu zatem je bil Leplée umorjen, Edith pa je bila obtožena sokrivde, a so jo oprostili.
Leta 1940 ji je Jean Cocteau napisal uspešnico Le Bel Indifférent in kmalu je spoznala znane osebnosti, kot sta igralec Maurice Chevalier in pesnik Jacquet Borgeat. Sama je napisala besedilo za večino pesmi in sodelovala s skladatelji pri melodiji.
Njena pesem La vie en rose je bila napisana med nemško okupacijo Pariza v drugi svetovni vojni. Med vojno je bila njena kariera zelo uspešna in povpraševanje zelo veliko. S petjem za Nemce na visokih položajih si je prislužila pravico, da se je slikala s francoskimi vojnimi ujetniki za navidezno povečanje morale. Ko so ujetniki dobili slike so jih lahko uporabili kot načrte za pobeg. Edith je med vojno zelo pomagala Francoskemu odporu in je tako rešila mnogo življenj.
Po koncu vojne je imela turneje po Evropi, ZDA, in Južni Ameriki ter tako postala mednarodno priznana osebnost.
Velika ljubezen njenega življenja je bil Marcel Cerdan, a je umrl v letalski nesreči leta 1949, ko ga je Edith, da bi se čim prej spet videla, poslala na letalo, čeprav ni maral letenja. Poročila se je dvakrat. Njen prvi mož je bil Jacques Pills, poročila sta se leta 1952, ločila pa 1956, drugi mož pa je bil Theophanis Lamboukas, tudi znan kot Théo Sarapo, bil je kar dvajset let mlajši od nje, poročila pa sta se leta 1962.
Edith je imela tudi hčerko Marcelle, ki je umrla v svojem drugem letu (1935). Oče tega otroka je bil Louis Dupont. Leta 1951 je doživela prometno nesrečo in postala odvisna od morfija. V dvorani Paris Olympia je bila prvič deležna slave in tam je tudi imela nepozabni koncert, le nekaj mesecev pred smrtjo. V začetku leta 1963 je Edith posnela svojo zadnjo pesem, L'homme de Berlin. 
Ko je dopolnila 47 let, je Edith Piaf umrla za rakom 10. oktobra 1963, dan pred prijateljem Jeanom Cocteaujem. Pokopali so jo na pokopališču Pere Lachaise v Parizu. Na njen pogreb je prišlo več kot 40.000 ljudi, stotisoči pa so žalovali na ulicah Pariza. Charles Aznavour, ki je svojo pevsko kariero začel v sodelovanju z Edith, se spominja, da je bil čas njenega pogreba edini primer po koncu 2. svetovne vojne, ko je bil na pariških ulicah ves promet zaustavljen. 
Še danes se je spominjamo kot največje francoske pevke vseh časov, njeno življenje pa je bilo polno nasprotij: na eni strani znana pevka, na drugi pa je živela tragično osebno življenje, prav tako pa njeni drobni postavi na odru nasprotuje veličastna moč njenega glasu, s katerim si je zaslužila vzdevek Pariški vrabček.

## Pesmi
| 1925 - Comme un Moineau 1933 - Entre Saint-Ouen et Clignancourt 1934 - L'Étranger 1935 - Mon Apéro - La Java de Cézigue - Fais-Moi Valser 1936 - Les Mômes de la Clôche - J'Suis Mordue - Mon légionnaire - Le Contrebandier - La Fille et le Chien - La Julie Jolie - Va Danser - Chand d'Habits - Reste - Les Hiboux - Quand Même (iz filma La Garçonne) - La Petite Boutique - Y'Avait du Soleil - Il N'Est Pas Distingué - Les Deux Ménétriers - Mon Amant de la Coloniale - C'est Toi le Plus Fort - Le Fanion de la Légion - J'Entends la Sirène - Ding, Din, Dong - Madeleine Qu'Avait du Cœur - Les Marins Ça Fait des Voyages - Simple Comme Bonjour - Le Mauvais Matelot - Celui Qui Ne Savait Pas Pleurer 1937 - Le Grand Voyage du Pauvre Nègre - Un Jeune Homme Chantait - Tout Fout le Camp - Ne M'Écris Pas - Partance (with Raymond Asso) - Dans un Bouge du Vieux Port - Mon Cœur Est au Coin d'une Rue 1938 - С'est Lui Que Mon Cœur A Choisi - Paris-Méditerranée - La Java en Mineur - Browning - Le Chacal - Corrèqu'et Réguyer 1939 - Y'En A un de Trop - Elle Fréquentait la Rue Pigalle - Le Petit Monsieur Triste - Les Deux Copains - Je N'en Connais Pas la Fin 1940 - Embrasse-Moi - On Danse sur Ma Chanson - Sur une Colline - C'est la Moindre des Choses - Escale - La Fille de Joie Est Triste (L'Accordéoniste) 1941 - Où Sont-Ils, Mes Petits Copains? - C'Était un Jour de Fête - C'est un Monsieur Très Distingué - J'ai Dansé avec l'Amour (iz filma Montmartre-sur-Seine) - Tu Es Partout (iz filma Montmartre-sur-Seine) - L'Homme des Bars - Le Vagabond 1942 - Jimmy, C'est Lui - Un Coin Tout Bleu (iz filma Montmartre-sur-Seine) - Sans Y Penser - Un Monsieur Me Suit dans la Rue 1943 - J'ai Qu'à l'Regarder... - Le Chasseur de l'Hôtel - C'Était une Histoire d'Amour - Le Brun et le Blond - Monsieur Saint-Pierre - Coup de Grisou - De l'Autre Côté de la Rue - La Demoiselle du Cinqième 1944 - Les Deux Rengaines - Y'A Pas d'Printemps - Les Histoires de Coeur - C'est Toujours la Même Histoire 1945 - Le Disque Usé - Elle A... - Regarde-Moi Toujours Comme Ça - Les Gars Qui Marchaient - Il Riait - Monsieur Ernest A Réussi 1946 - La Vie en rose - Les Trois Cloches (z Les Compagnons de la chanson) - Dans Ma Rue - J'M'En Fous Pas Mal - C'est Merveilleux (iz filma Etoile sans Lumière) - Adieu Mon Cœur - Le Chant du Pirate - Céline (z Les Compagnons de la Chanson) - Le Petit Homme - Le Roi A Fait Battre Tambour (z Les Compagnons de la Chanson) - Dans les Prisons de Nantes (z Les Compagnons de la Chanson) - Mariage - Un Refrain Courait dans la Rue - Miss Otis Regrets | 1947 - C'est pour Ça (iz filma Neuf Garçons, Un Cœur) - Qu'As-Tu Fait John? - Sophie (iz filma Neuf Garçons, Un Cœur) - Le Geste - Si Tu Partais - Une Chanson à Trois Temps - Un Homme Comme les Autres - Les Cloches Sonnent - Johnny Fedora et Alice Blue Bonnet - Le Rideau Tombe Avant la Fin - Elle Avait Son Sourire 1948 - Monsieur Lenoble - Les Amants de Paris - Il A Chanté - Les Vieux Bateaux - Il Pleut - Cousu de Fil Blanc - Amour du mois de Mai - Monsieur X 1949 - Bal dans Ma Rue - Pour Moi Tout' Seule - Pleure Pas - Le Prisonnier de la Tour (Si le Roi Savait Ça Isabelle) - L'Orgue des Amoureux - Dany - Paris (iz filma L'Homme aux Mains d'Argile) - Hymne à l'amour 1950 - Hymne à l'amour - Le Chevalier de Paris - Il Fait Bon T'Aimer - La P'Tite Marie - Tous les Amoureux Chantent - Il Y Avait - C'est d'la Faute à Tes Yeux - C'est un Gars - Hymn to Love - Autumn Leaves - The Three Bells - Le Ciel Est Fermé - La Fête Continue - Simply a Waltz - La Vie en rose (angleška verzija) 1951 - Padam... Padam... - Avant l'Heure - L'Homme Que J'aimerai - Du Matin Jusqu'au soir - Demain (Il Fera Jour) - C'Est Toi (z Eddiem Constantinom) - Rien de Rien - Si, Si, Si, Si (z Eddiem Constantinom) - À l'Enseigne de la Fille sans Cœur - Télégramme - Une Enfant - Plus Bleu Que Tes Yeux - Le Noël de la Rue - La Valse de l'Amour - La Rue aux Chansons - Jezebel - Chante-Moi (with M. Jiteau) - Chanson de Catherine - Chanson Bleue - Je Hais les Dimanches 1952 - Au Bal de la Chance - Elle A Dit - Notre-Dame de Paris - Mon Ami M'A Donné - Je T'Ai dans la Peau (iz filma Boum sur Paris) - Monsieur et Madame - Ça Gueule Ça, Madame (z Jacquesom Pillsom) (iz filma Boum sur Paris) 1953 - Bravo pour le Clown - Sœur Anne - N'Y Va Pas Manuel - Les Amants de Venise - L'Effet Qu'Tu M'Fais - Johnny, Tu N'es Pas un Ange - Jean et Martine - Et Moi... - Pour Qu'Elle Soit Jolie Ma Chanson (z Jacquesom Pillsom) (iz filma Boum sur Paris) - Les Croix - Le Bel Indifférent - Heureuse 1954 - La Goualante du Pauvre Jean - Enfin le Printemps - Retour - Mea Culpa - Le "Ça Ira" (iz filma Si Versailles M'Était Conté) - Avec Ce Soleil - L'Homme au Piano - Sérénade du Pavé (iz filma Francoski kankan) - Sous Le Ciel de Paris 1955 - L'Accordéoniste - Un Grand Amour Qui S'Achève - Miséricorde - C'est à Hambourg - Légende - Le Chemin des Forains | 1956 - Heaven Have Mercy - One Little Man - 'Cause I Love You - Chante-Moi (angleška verzija) - Don't Cry - I Shouldn't Care - My Lost Melody - Avant Nous - Et Pourtant - Marie la Française - Les Amants d'un Jour - L'Homme à la Moto - Soudain une Vallée - Une Dame - Toi Qui Sais 1957 - La Foule - Les Prisons du Roy - Opinion Publique - Salle d'Attente - Les Grognards - Comme Moi 1958 - C'est un Homme Terrible - Je Me Souviens d'une Chanson - Je Sais Comment - Tatave - Les Orgues de Barbarie - Eden Blues - Le Gitan et la Fille - Fais Comme Si - Le Ballet des Cœurs - Les Amants de Demain - Les Neiges de Finlande - Tant Qu'Il Y Aura des Jours - Un Étranger - Mon Manège à Moi 1959 - Milord - T'Es Beau, Tu Sais 1960 - Non, je ne regrette rien - La Vie, l'Amour - Rue de Siam - Jean l'Espagnol - La Belle Histoire d'Amour - La Ville Inconnue - Non, La Vie N'Est Pas Triste - Kiosque à Journaux - Le Métro de Paris - Cri du Cœur - Les Blouses Blanches - Les Flons-Flons du Bal - Les Mots d'Amour - T'Es l'Homme Qu'Il Me Faut - Mon Dieu - Boulevard du Crime - C'est l'Amour - Des Histoires - Ouragan - Je Suis à Toi - Les Amants Merveilleux - Je M'Imagine - Jérusalem - Le Vieux Piano 1961 - C'est Peut-Être Ça - Les Bleuets d'Azur - Quand Tu Dors - Mon Vieux Lucien - Le Dénicheur - J'N'Attends Plus Rien - J'En Ai Passé des Nuits - Exodus - Faut Pas Qu'Il Se Figure - Les Amants (s Charlesom Dumontom) - No Regrets - Le Billard Électrique - Marie-Trottoir - Qu'Il Était Triste Cet Anglais - Toujours Aimer - Mon Dieu (angleška verzija) - Le Bruit des Villes - Dans Leur Baiser 1962 - À Quoi Ça Sert L'Amour? - Le Droit d'Aimer - À Quoi Ça Sert L'Amour? (s Théom Sarapom) - Fallait-Il - Une Valse - Inconnu Excepte de Dieu (s Charlesom Dumontom) - Quatorze Juillet - Les Amants de Teruel (z Mikisom Theodorakisom/Jacquesom Plantom) - Roulez Tambours - Musique à Tout Va - Le Rendez-Vous - Toi, Tu l'Entends Pas! - Carmen's Story - On Cherche un Auguste - Ça Fait Drôle - Emporte-Moi - Polichinelle - Le Petit Brouillard (Un Petit Brouillard) - Le Diable de la Bastille - Elle Chantait (s Théom Sarapom) 1963 - C'Était Pas Moi - Le Chant d'Amour - Tiens, V'là un Marin - J'En Ai Tant Vu - Traqué - Les Gens - Margot Cœur Gros - Monsieur Incognito - Un Dimanche à Londres (s Théom Sarapom) - L'Homme de Berlin (zadnja posneta pesem) |

## Filmografija
- La garçonne (1936), Jean de Limur
- Montmartre-sur-Seine (1941), Georges Lacombe
- Étoile sans lumière (1946), Marcel Blistène
- Neuf garçons, un cœur (1947), Georges Freedland
- Si Versailles m'était conté (1954), Sacha Guitry
- Francoski kankan (1954), Jean Renoir
- Música de Siempre (1958), v filmu je pela La vida en rosa, špansko verzijo "La Vie en rose".
- Les Amants de demain (1959), Marcel Blistène